# Natasha Poly
Natalia Sergeevna Polevshchikova (en ruso: Наталья Сергеевна Полевщикова; 12 de julio de 1985), conocida como Natasha Poly, es una supermodelo rusa. Desde 2004, ha aparecido en anuncios de promintentes marcas de alta costura, portadas de revista y catálogos. Poly se estableció como una de las "modelos constantemente demandadas" de principios a finales de 2000, con Vogue Paris declarándola como una de las top 30 modelos de los 2000.

## Carrera

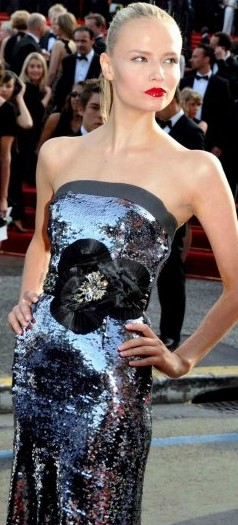
Poly en el Festival de Cannes de 2009.

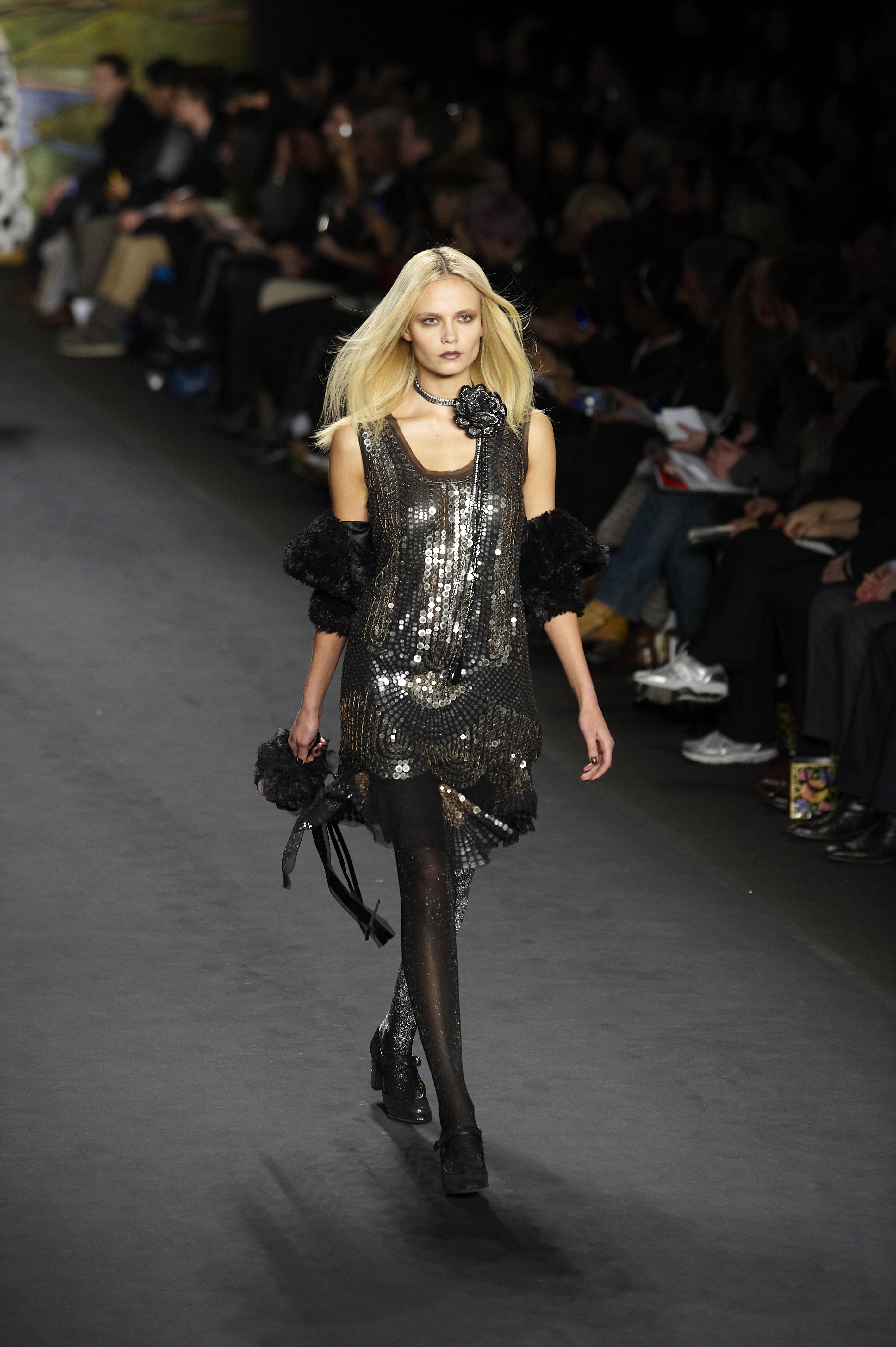
Poly desfilando en 2010.

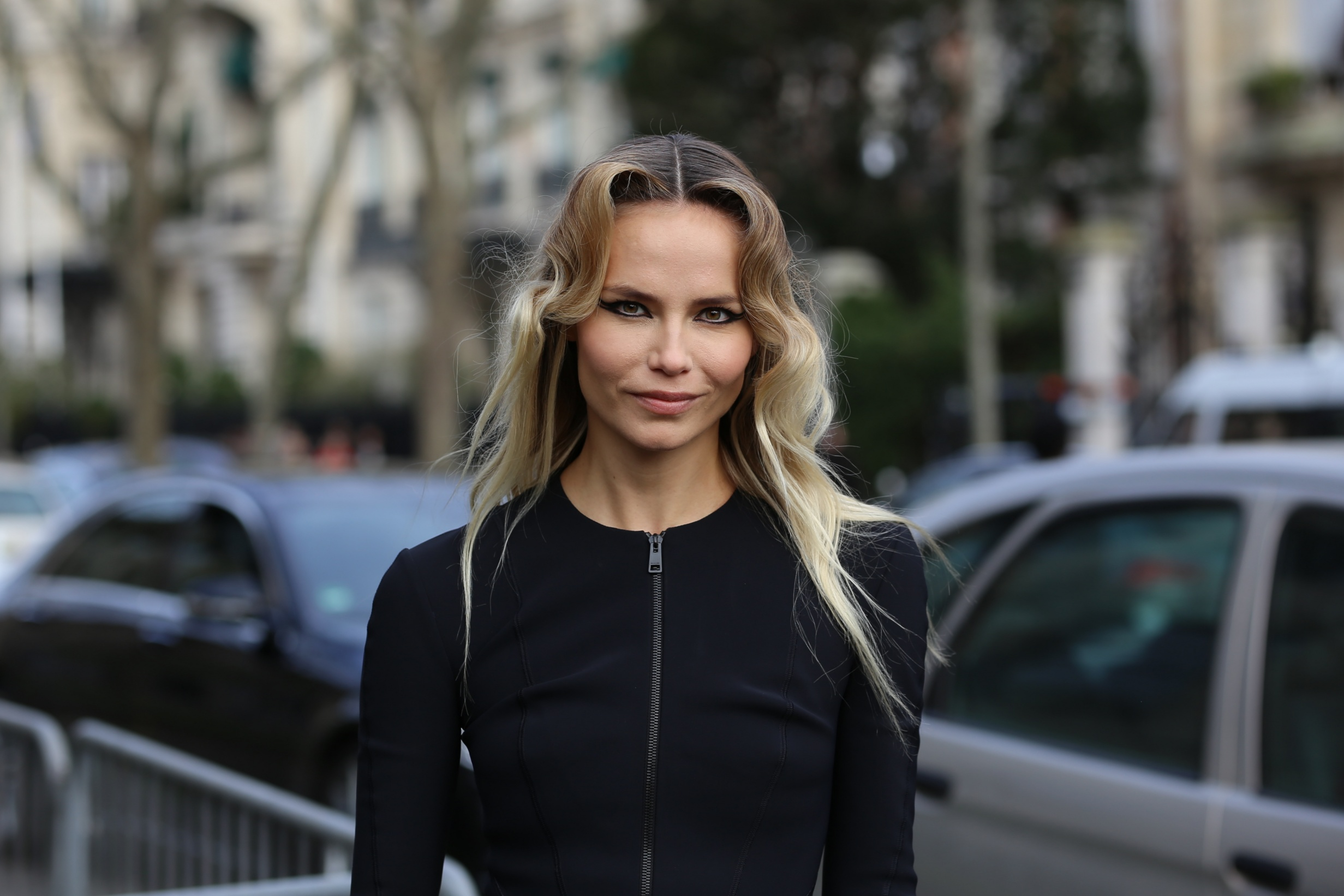
Poly en el 2020.

Poly empezó a modelar localmente en el año 2000. Fue descubierta en su ciudad natal, Perm, por Mauro Palmentieri y fue invitada a Moscú para participar en el concurso "New Model Today", donde acabó en segundo puesto. Hizo su debut en la pasarela con Why Not Model Agency después de desfilar para Emanuel Ungaro en 2004. Ese año irrumpió fuertemente en la industria de la moda; desfiló en un total de 54 eventos en Milán, París y Nueva York, y modeló en la portada de Vogue Paris dos veces consecutivas.
Desde su despegue en 2004, Poly ha aparecido en numerosas campañas comerciales, incluyendo Gucci, Prada, Versace, Lanvin, Calvin Klein, Givenchy, Fendi, Louis Vuitton, Roberto Cavalli, Ralph Lauren, Marc Jacobs, Michael Kors, Balmain, Dsquared2, Sonia Rykiel, Nine West, Proenza Schouler, H&M, Printemps, Blumarine, Thierry Mugler, Kurt Geiger, Jil Sander, Nina Ricci, Isabel Marant, Missoni, Neiman Marcus, L'Oréal Paris, Jimmy Choo, MaxMara, Alberta Ferretti, JOOP!, PHI, Juicy Couture, La Perla, FRAME Denim, Versace Sports Line, Emilio Pucci y Dolce & Gabbana. Poly  ha desfilado para diseñadores de la talla de Balenciaga, Alexander McQueen, Chanel, Miu Miu, Gucci, Prada, Versace y Victoria's Secret.

### Modelo de fotografía
Poly ha sido fotografiada por profesionales como Helmut Newton, Steven Meisel, Mert and Marcus, Steven Klein, Mario Sorrenti, Mario Testino, David Sims, Inez and Vinoodh, Peter Lindbergh, Patrick Demarchelier, Nick Knight, Karl Lagerfeld, Annie Leibovitz, Craig McDean, Hans Feurer, Terry Richardson, Norman Jean Roy, Camilla Akrans, Alasdair McLellan, Ellen Von Unwerth, Emma Summerton, Josh Olins, Mikael Jansson, Daniel Jackson, Tom Munro, Willy Vanderperre, Michael Thompson, Luigi and Iango, Sølve Sundsbø, Giampaolo Sgura, Richard Bush, Victor Demarchelier, y Cuneyt Akeroglu, entre otros. 
Tres revistas destacadas han dedicado sus artículos a ella, algo inusual para las modelos. Estas fueron: Vogue Russia(julio de 2008), MUSE Magazine (Natasha Obsessed Issue - Otoño 2009) y Vogue España (noviembre de 2011).
Poly ha desfilado en el Victoria's Secret Fashion Show dos veces, en 2005 y 2006. En 2008, apareció en siete campañas publicitarias en la temporada otoño/invierno 2008–2009 para Nina Ricci, Jil Sander, Blumarine, Balmain, H&M, TSE y Givenchy y abrió numerosos eventos en la temporada primavera/verano 2009. Poly ha sido embajadora y consecuentemente ha aparecido en anuncios para fragancias como Ange ou Demon de Givenchy, Gucci de Gucci Fragrancias, y  Flash de Jimmy Choo.
Poly fue uno de los 14 rostros de la revista V en septiembre de 2008, junto con (Agyness Deyn, Lara Stone, Anja Rubik, Daria Werbowy, Masha Novoselova etc.) y las supermodelos (Christy Turlington, Naomi Campbell y Eva Herzigova). En julio de 2008, Vogue Rusia le dedicó todos sus artículos y en agosto de 2008, apareció en la portada de la misma revista. Fue considerada por Vogue US en 2009 el rostro del momento. Ha aparecido en la Vogue española, griega, portuguesa, brasileña, coreana, japonesa, china, americana, alemana, australiana, italiana y francesa como también en la portada de Numero, I-D Magazine, V, W, Interview, MUSE y Harper's Bazaar (Rusia, China, España, Corea, Grecia).
Poly se quedó con el primer puesto en el concurso First Face tres veces consecutivamente (primavera 2008, otoño 2008 y primavera 2009).
Poly apareció en el calendario Pirelli de 2011 fotografiada por Karl Lagerfeld y también en la edición de 2012 fotografiada por Mario Sorrenti. En 2012, Poly firmó un contrato con L'Oréal Paris y es una de las embajadoras de la marca.
Poly fue parte de la campaña primavera/verano 2016 de Versace, junto a Gigi Hadid y Raquel Zimmermann, siendo fotografiada por Steven Klein. Apareció en un anuncio de Mercedes-Benz, titulado 'Obsession con un icono’. También se convirtió en el rostro de Kurt Geiger de su campaña en otoño/invierno 2016. En 2017, Poly se convirtió en uno de los rostros de la marca de Olivier Rousteing, Balmain, para la temporada primavera/verano y otoño/invierno de ese año. Poly retornó a la marca Dsquared2 para una campaña junto a Joan Smalls y Sasha Pivovarova. Se convirtió en la musa de David Koma para la campaña de la temporada otoño/invierno 2017 de Thierry Mugler.
Es considerada parte del grupo selecto de "supermodelos" por Models.com y se le reconoce su trabajo con Vogue tras haber protagonizado un total de 59 portadas con la revista.